# Helle Nielsen (Badminton)
Helle Nielsen (* 20. Juli 1981) ist eine dänische Badmintonspielerin.

## Karriere
Helle Nielsen gewann 2008 Bronze im Mixed mit Carsten Mogensen bei den Europameisterschaften. Weitere internationale Titel erkämpfte sie bei den Irish Open, Portugal International, Dutch International, Czech International und den Austrian International. Bei den Macau Open 2006 wurde sie Dritte.

## Sportliche Erfolge
| Saison    | Veranstaltung                                    | Disziplin   | Platz | Name                                               |
| --------- | ------------------------------------------------ | ----------- | ----- | -------------------------------------------------- |
| 1992/1993 | Dänemark: Einzelmeisterschaften der Junioren U13 | Mixed       | 1     | Morten Hansen, Næstved / Helle Nielsen, Brøndby    |
| 1994/1995 | Dänemark: Einzelmeisterschaften der Junioren U15 | Mixed       | 1     | Morten Hansen / Helle Nielsen, Greve               |
| 1996/1997 | Dänemark: Einzelmeisterschaften der Junioren U17 | Damendoppel | 1     | Helle Nielsen, Greve / Tine Høy, Viby J.           |
| 1997/1998 | Dänemark: Einzelmeisterschaften der Junioren U17 | Damendoppel | 1     | Helle Nielsen, Greve / Tine Høy, Viby J.           |
| 1998/1999 | Dänemark: Einzelmeisterschaften der Junioren U19 | Damendoppel | 1     | Helle Nielsen, Greve / Karina Sørensen, Hvidovre   |
| 1999      | Junioren-Europameisterschaft                     | Damendoppel | 2     | Helle Nielsen / Karina Sørensen                    |
| 1999      | Junioren-Europameisterschaft                     | Mixed       | 3     | Jonas Glyager Jensen / Helle Nielsen               |
| 2000      | Nordische Juniorenmeisterschaften                | Mixed       | 1     | Morten Hansen / Helle Nielsen                      |
| 2000      | Nordische Juniorenmeisterschaften                | Damendoppel | 1     | Stine Borgstøm / Helle Nielsen                     |
| 2001      | Irish Open                                       | Damendoppel | 1     | Helle Nielsen / Lene Mørk                          |
| 2002      | Portugal International                           | Damendoppel | 1     | Lene Mørk / Helle Nielsen                          |
| 2002      | Austrian International                           | Damendoppel | 1     | Helle Nielsen / Lene Mørk                          |
| 2003      | Dutch International                              | Damendoppel | 1     | Majken Vange / Helle Nielsen                       |
| 2003      | Portugal International                           | Damendoppel | 1     | Julie Houmann / Helle Nielsen                      |
| 2003      | Dutch International                              | Mixed       | 1     | Peter Steffensen / Helle Nielsen                   |
| 2004      | Irish Open                                       | Damendoppel | 1     | Pernille Harder / Helle Nielsen                    |
| 2006      | Macau Open                                       | Mixed       | 3     | Lars Paaske / Helle Nielsen                        |
| 2006/2007 | Dänemark: Einzelmeisterschaften                  | Mixed       | 1     | Jens Eriksen, Hvidovre / Helle Nielsen, KMB        |
| 2007      | Türkei: Internationale Meisterschaften           | Damendoppel | 3     | Marie Røpke / Helle Nielsen                        |
| 2008      | Europameisterschaft                              | Mixed       | 3     | Carsten Mogensen / Helle Nielsen                   |
| 2008      | Czech International                              | Mixed       | 1     | Rasmus Bonde / Helle Nielsen                       |
| 2008      | Czech International                              | Damendoppel | 1     | Helle Nielsen / Marie Røpke                        |
| 2008      | Dutch International                              | Mixed       | 1     | Rasmus Bonde / Helle Nielsen                       |
| 2008      | Irish Open                                       | Damendoppel | 1     | Helle Nielsen / Marie Røpke                        |
| 2008      | Bitburger Open                                   | Damendoppel | 1     | Helle Nielsen / Marie Røpke                        |
| 2009      | Norwegian International                          | Damendoppel | 1     | Helle Nielsen / Marie Røpke                        |
| 2009      | Bitburger Open                                   | Damendoppel | 1     | Helle Nielsen / Marie Røpke                        |
| 2009/2010 | Dänemark: Einzelmeisterschaften                  | Damendoppel | 1     | Marie Røpke / Helle Nielsen, Gentofte, Kastrup KMB |
| 2010      | Swedish International Stockholm                  | Damendoppel | 1     | Helle Nielsen / Marie Røpke                        |
| 2010      | Swedish International Stockholm                  | Damendoppel | 1     | Helle Nielsen / Marie Røpke                        |